# Saint-Crépin-aux-Bois
Saint-Crépin-aux-Bois ist eine französische Gemeinde mit 175 Einwohnern (Stand: 1. Januar 2022) im Département Oise in der Région Picardie. Sie gehört zum Arrondissement Compiègne und zum Kanton Compiègne-1.

## Geografie
Die Gemeinde Saint-Crépin-aux-Bois liegt in einem Seitental der Aisne, fünf Kilometer östlich der Lichtung von Compiègne. Umgeben wird Saint-Crépin-aux-Bois von den Nachbargemeinden Tracy-le-Mont im Norden, Attichy im Osten und Südosten, Berneuil-sur-Aisne im Südosten und Süden sowie Rethondes im Süden und Westen.

## Bevölkerungsentwicklung
| Jahr      | 1962 | 1968 | 1975 | 1982 | 1990 | 1999 | 2006 | 2013 | 2021 |
| Einwohner | 205  | 211  | 222  | 233  | 231  | 260  | 253  | 238  | 174  |

## Sehenswürdigkeiten
- Kirche Saint-Crépin